# 国道159号

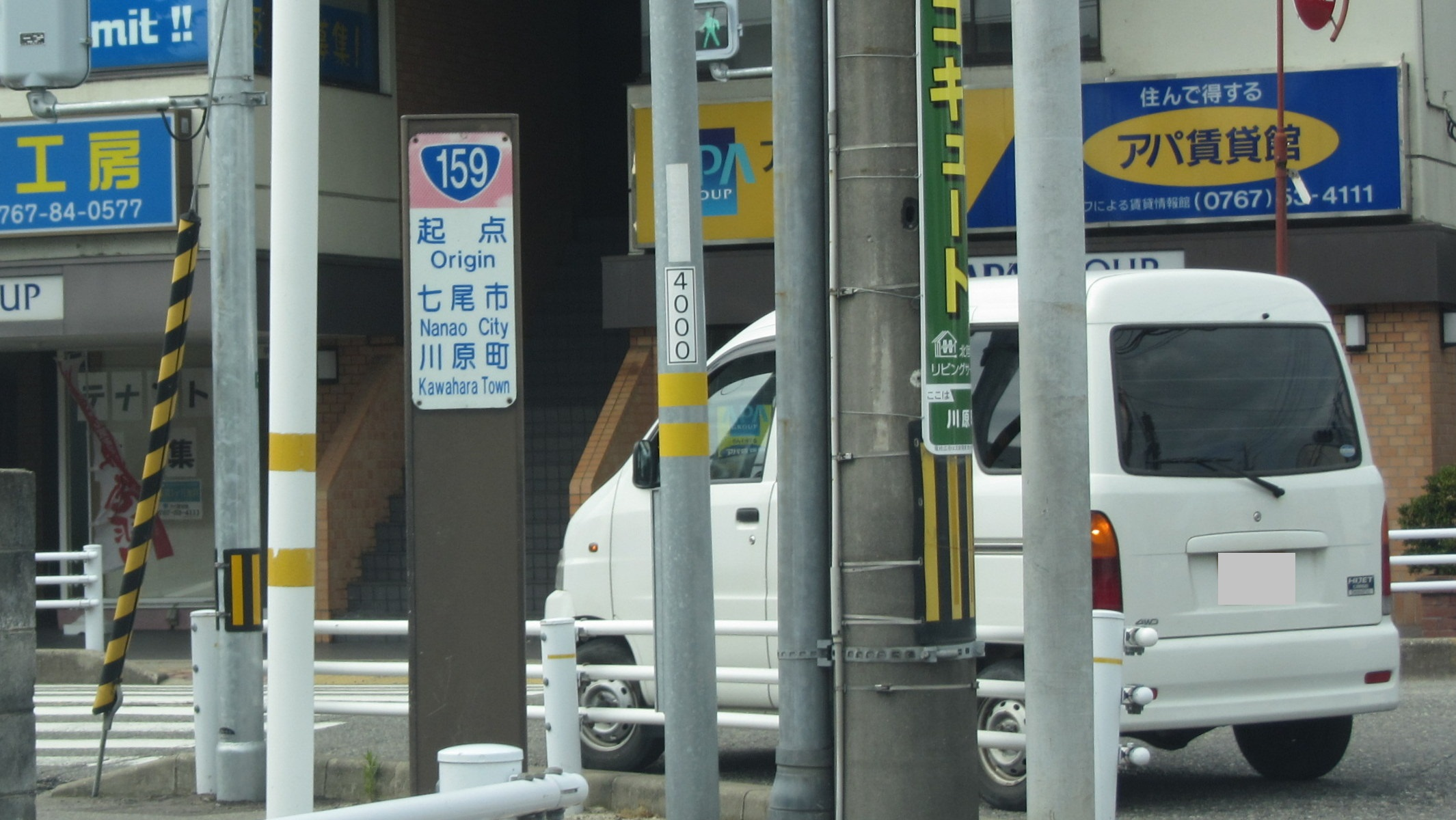
国道159号 起点ポスト
石川県七尾市 川原町交差点

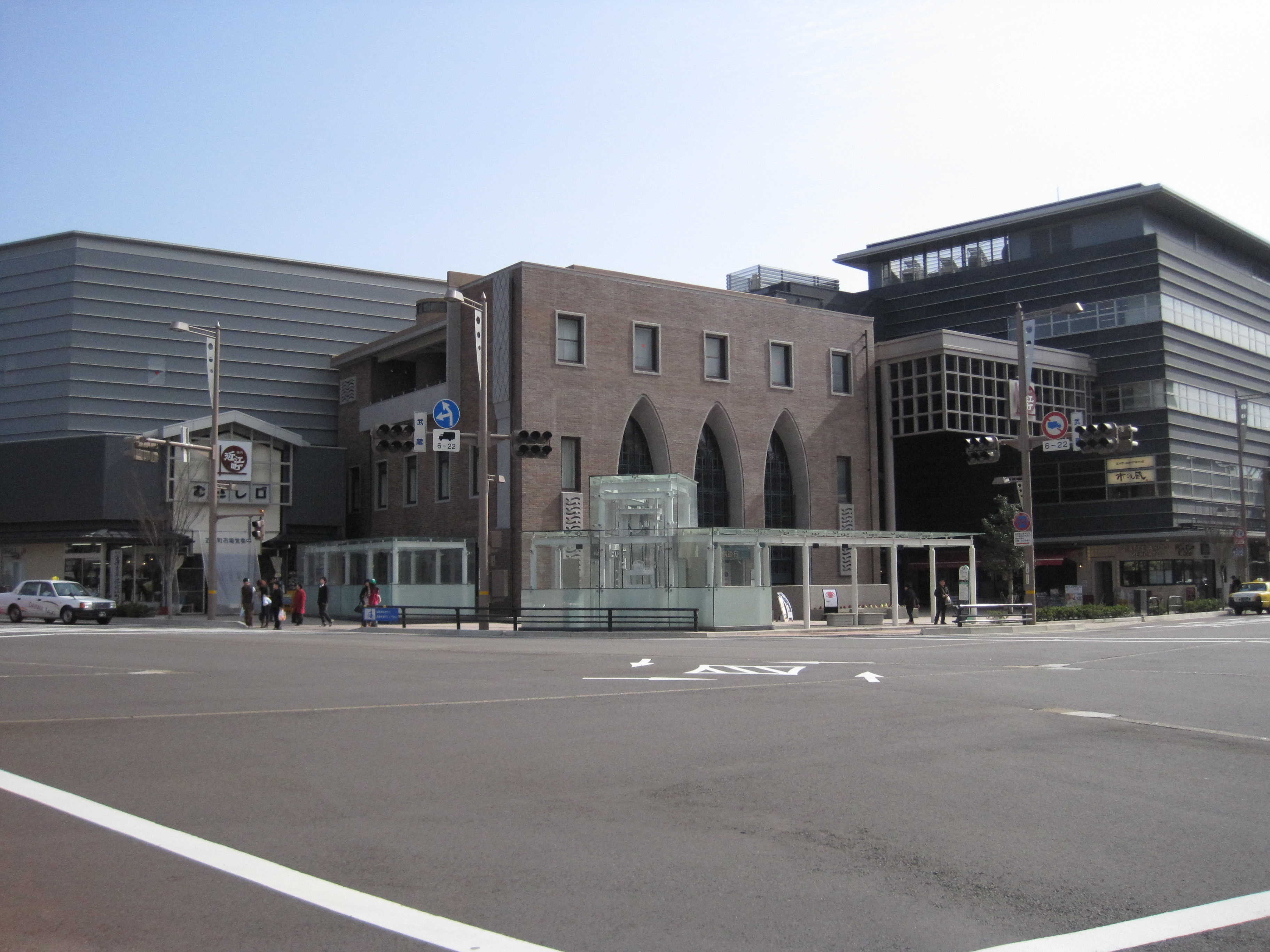
終点のむさし交差点。
国道159号は左方。正面の建物は北國銀行武蔵ヶ辻支店

国道159号（こくどう159ごう）は、石川県七尾市から羽咋市を経由して、金沢市に至る一般国道である。

## 概要
起点の七尾市から、宝達丘陵に沿った邑知地溝帯を南下し、能登半島を縦貫して、終点の金沢市に至る路線で、能登地方から、金沢市へつなぐアクセス路の一つである。

### 路線データ
一般国道の路線を指定する政令に基づく起終点および重要な経過地は次のとおり。
- 起点：七尾市（川原町交差点 = 国道160号・国道249号起点）
- 終点：金沢市（武蔵交差点 = 国道157号・国道304号・国道305号起点、国道249号・国道359号終点）
- 重要な経過地：羽咋市（飯山町）、石川県羽咋郡押水町[注釈 2]、同県河北郡津幡町
- 総延長 : 68.5 km（重用延長を含む）[3][注釈 3]
- 重用延長 : 6.1 km[3][注釈 3]
- 未供用延長 : なし[3][注釈 3]
- 実延長 : 62.4 km[3][注釈 3]
  - 現道 : 62.2 km[3][注釈 3]
  - 旧道 : なし[3][注釈 3]
  - 新道 : 0.2 km[3][注釈 3]
- 指定区間：七尾市川原町18番 - 金沢市青草町88番（全線）[4]

## 歴史
- 1953年（昭和28年）5月18日 - 二級国道159号七尾金沢線（七尾市 - 金沢市）として指定施行[5]。
- 1965年（昭和40年）4月1日 - 道路法改正により一級・二級区分が廃止されて一般国道159号として指定施行[2]。
- 1972年（昭和47年）12月 - 国道8号の金沢バイパス全線開通による指定変更によって、武蔵交差点から今町の間が国道159号となる。
- 2003年（平成15年）
  - 3月21日 - 金沢東部環状道路（金沢外環状道路（山側幹線））今町JCT - 梅田IC間開通により、金沢市今町JCT - 梅田ICも国道159号に指定。
  - 3月24日 - 金沢東部環状道路  東長江IC - 鈴見交差点間開通により、金沢市東長江IC - 鈴見交差点も国道159号に指定。
  - 4月1日 - 今町 - 津幡町舟橋の旧道を道路区域から除外し、一部は石川県道215号森本津幡線と石川県道59号高松津幡線の区域に編入。
- 2004年（平成16年）3月20日 - 金沢東部環状道路 梅田IC - 金沢森本IC間開通により、金沢市梅田IC - 金沢森本ICも国道159号に指定。
- 2006年（平成18年）4月15日 - 金沢東部環状道路全線開通により、金沢市金沢森本IC - 東長江ICも国道159号に指定。
- 2008年（平成20年）4月1日 - 国道8号津幡北バイパス整備に伴い、橋場交差点 - 兼六園下交差点 - 田井町交差点 - 鈴見交差点のルートに変更。従来の経路のうち、浅野川大橋交番前交差点 - 森本交差点を、国道159号から国道359号に[6]、森本交差点 - 今町を、国道159号から石川県道215号森本津幡線に変更している[7]。
- 2015年（平成27年）
  - 2月28日 - 七尾バイパス開通により、古府町 - 下町も国道159号に指定。
  - 4月1日 - 七尾市古府町 - 同市下町の旧道を道路区域から除外し、一部は石川県道244号七尾鹿島羽咋線の区域に編入。

## 路線状況

### 通称
- 七尾街道（東往来）

金沢市内の通り名
- 兼六大通り（田井町交差点 - 兼六園下交差点）
- 百万石通り（兼六園下交差点 - 橋場交差点 - むさし交差点）[8]

### バイパス

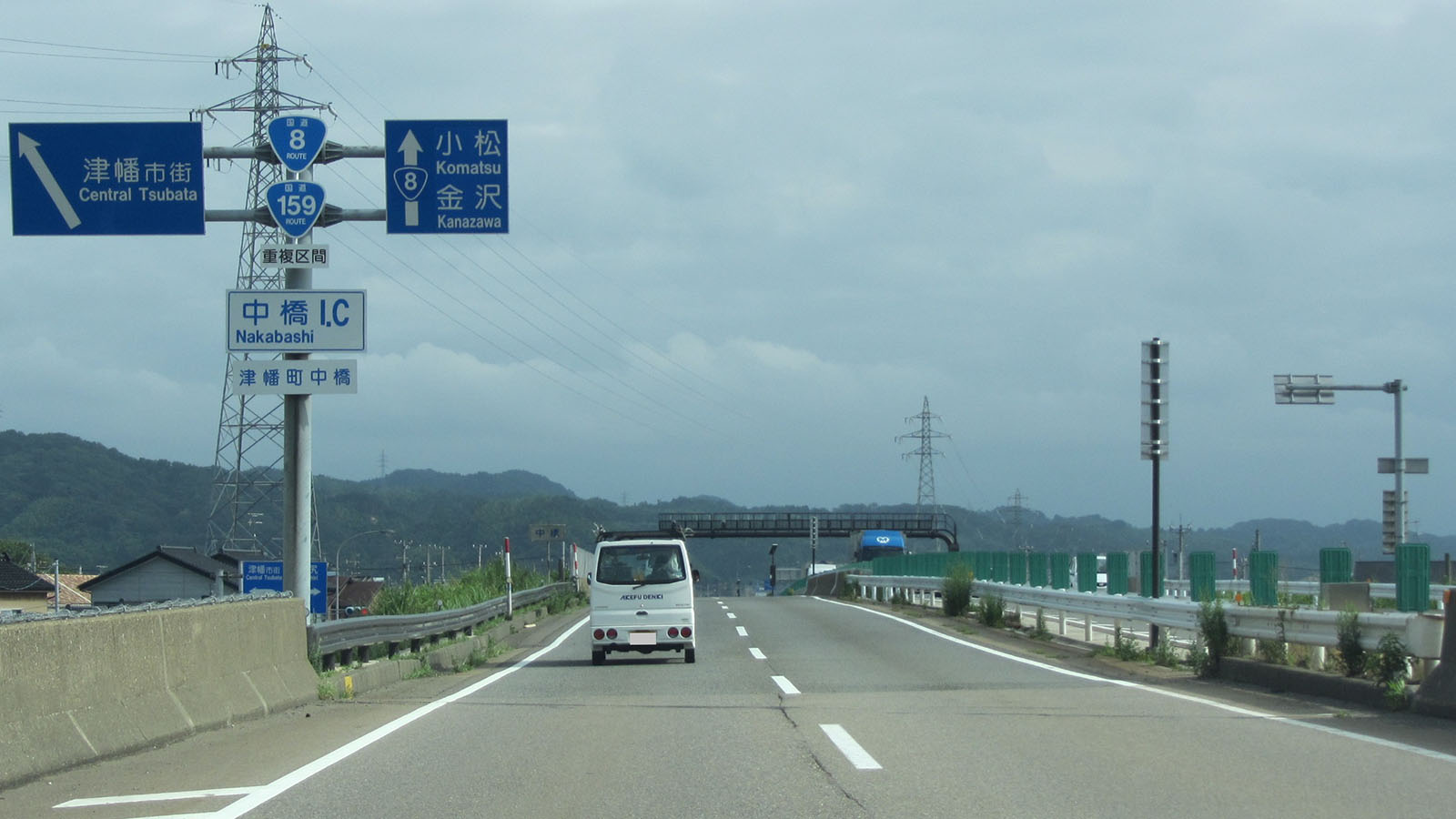
津幡バイパス
国道8号との重複区間
石川県河北郡津幡町

- 七尾バイパス：七尾市川原町 - 七尾市下町間、L=4.3 km（※うち七尾市川原町 - 七尾市古府町間、L=1.6 kmは事業中）
- 鹿島バイパス：七尾市下町 - 羽咋市四柳町間、L=13.6 km
- 羽咋道路：羽咋市四柳町 - 宝達志水町二口間、L=6.7 km（※全区間事業中）
- 押水バイパス：宝達志水町宿 - 宝達志水町免田間、L=6.7 km
- 津幡バイパス：かほく市内日角 - 金沢市今町間、L=11.6 km
- 金沢外環状道路（山側幹線）（通称「山側環状」）金沢東部環状道路：金沢市今町 - 金沢市鈴見台間、L=9.4 km

### 重複区間
- 国道249号（起点 - 七尾市藤野町北交差点）
- 国道8号（河北郡津幡町・舟橋JCT - 金沢市・今町JCT）
- 国道249号（宝達志水町免田 - 終点）

### 道路施設

#### 橋梁
- 子浦新橋（宝達志水町）
- 免田跨線橋（押水バイパス、七尾線、宝達志水町）
- 大海川橋（宝達志水町 - かほく市）
- 宇ノ気川橋（津幡バイパス、かほく市）
- 能瀬川橋（津幡バイパス、津幡町）
- 舟橋高架橋（津幡バイパス、津幡町）
- 今町高架橋（金沢外環状道路、金沢市）
- 梅田跨線橋（金沢外環状道路、IRいしかわ鉄道線、金沢市）
- 堅田高架橋（金沢外環状道路、金沢市）
- 御所高架橋（金沢外環状道路、金沢市）
- 鈴見高架橋（金沢外環状道路、金沢市）
- 鈴見橋（金沢外環状道路、浅野川、金沢市）
- 浅野川大橋（旧道、浅野川、金沢市）

#### トンネル
- 森本トンネル（金沢外環状道路、金沢市）
- 月浦トンネル（金沢外環状道路、金沢市）
- 神谷内トンネル（金沢外環状道路、金沢市）
- 御所トンネル（金沢外環状道路、金沢市）
- 卯辰トンネル（金沢外環状道路、金沢市）

#### 道の駅
- 織姫の里なかのと（鹿島郡中能登町）

#### 休憩施設
- 中能登パーキング - 小さな花菖蒲園があり、とるぱにも指定されている。
- 宿こぶしグリーンパーク
- 免田
- 観法寺パーキングエリア

いずれも24時間利用可能なトイレと駐車場がある。また、もしもしピットでもある。

## 地理

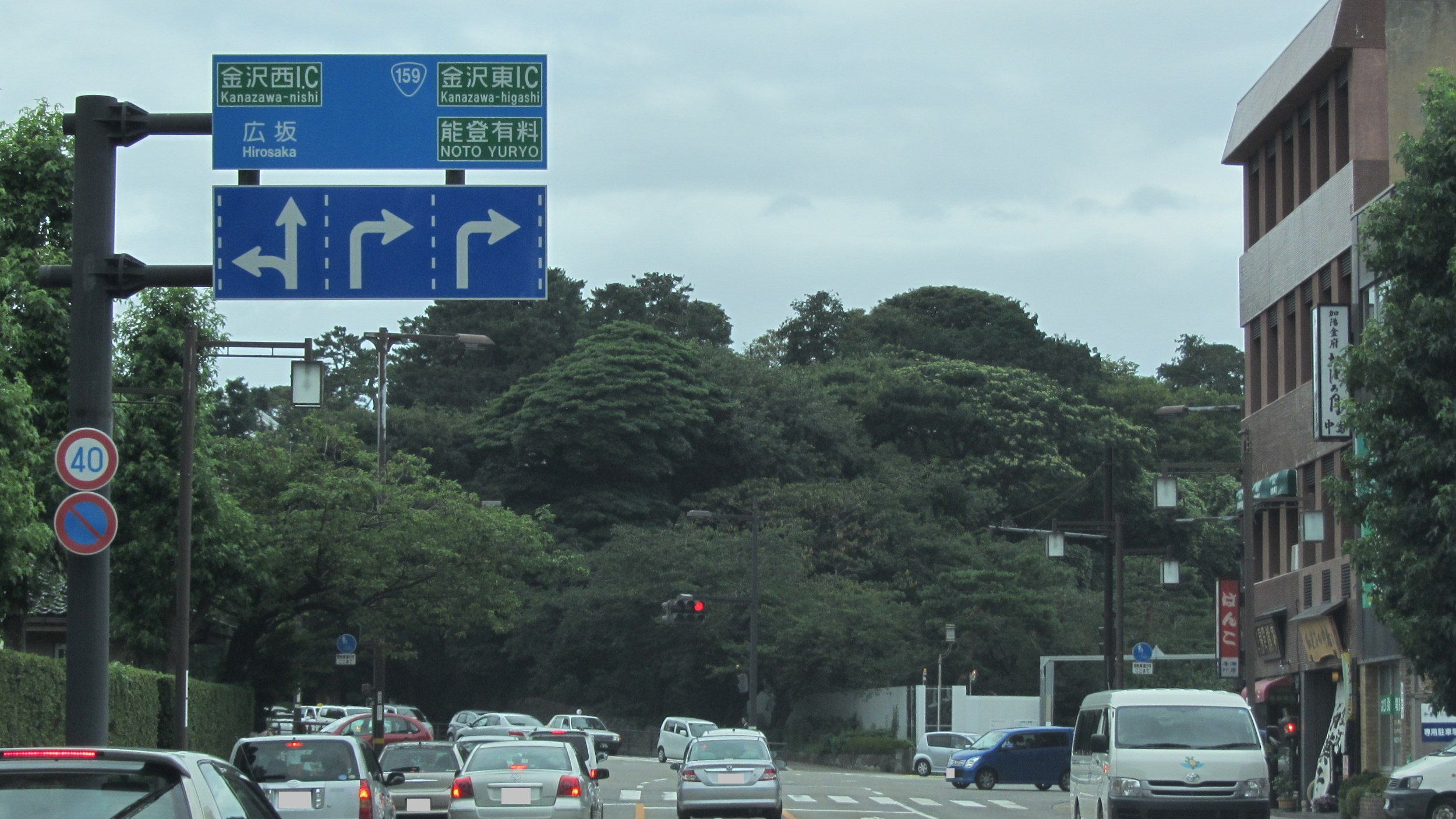
石川県金沢市兼六元町

### 通過する自治体
- 石川県
  - 七尾市 - 鹿島郡中能登町 -  羽咋市 - 羽咋郡宝達志水町 - かほく市 - 河北郡津幡町 - 金沢市

### 交差する道路

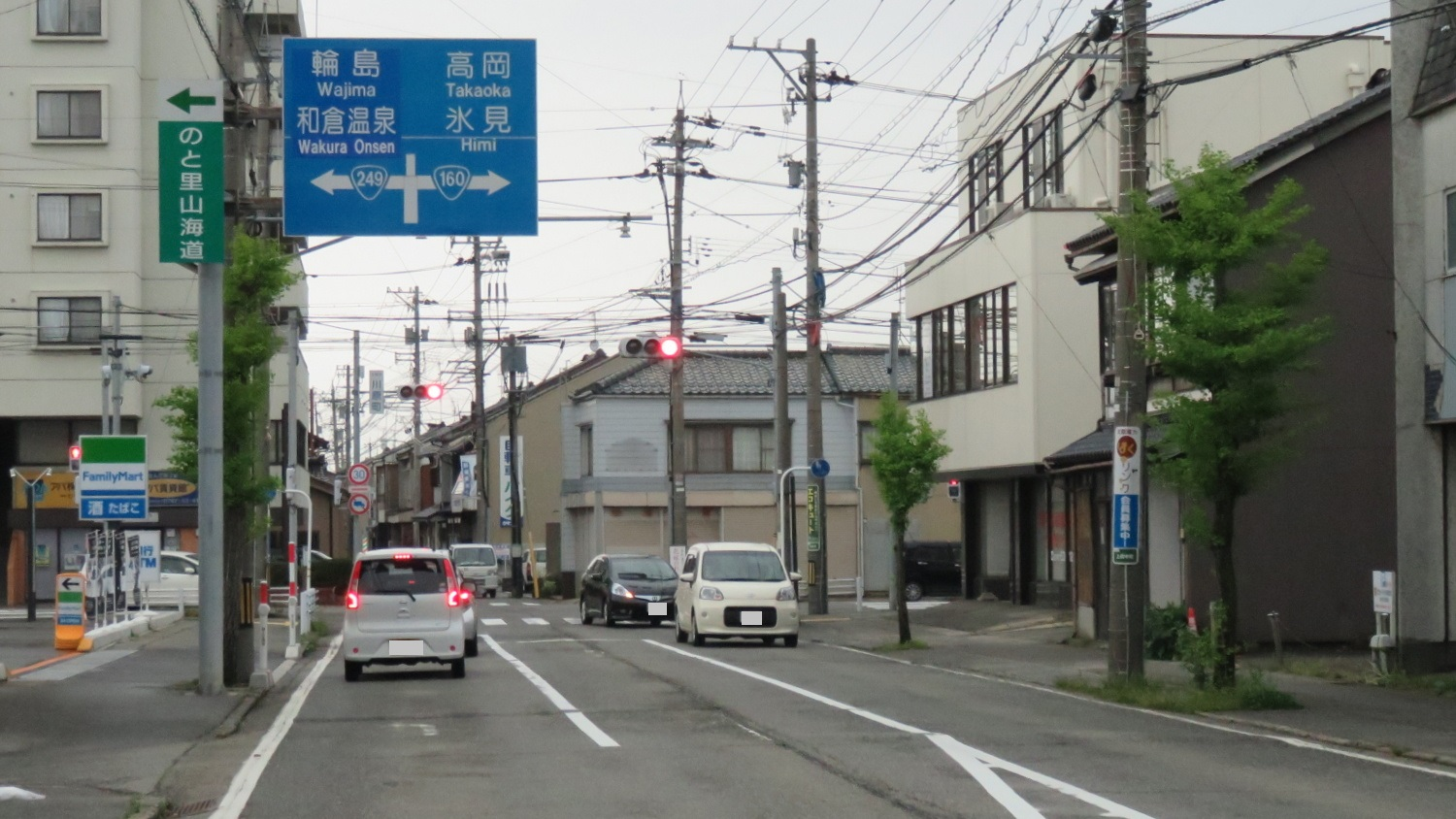
起点の川原町交差点
国道249号と国道160号との交差
石川県七尾市川原町

- 国道160号・国道249号（七尾市 川原町交差点・起点）
- 国道249号（七尾市 藤野町北交差点）
- 能越自動車道（七尾市 七尾インターチェンジ）
- 国道415号（羽咋市 飯山交差点・宝達志水町 杉野屋北交差点）
- 国道471号（宝達志水町 宿）
- 石川県道59号高松津幡線（河北縦断道路）（宝達志水町 免田東交差点）
- 国道249号（宝達志水町 免田交差点）
- 国道8号 津幡北バイパス（津幡町 舟橋JCT）
- 国道8号 金沢バイパス（金沢市 今町JCT）
- 北陸自動車道 金沢森本インターチェンジ、国道304号・国道359号（金沢市 金沢森本IC、金沢森本IC口交差点）
- 金沢外環状道路（山側幹線）（通称「山側環状」）（金沢市 鈴見交差点）
- 国道359号（金沢市 浅野川大橋交番前交差点）
- 国道157号・国道249号・国道359号（金沢市 むさし交差点・終点）